# Gáspár Bakos
Pour les articles homonymes, voir Bakos.
Dans les noms hongrois, le nom de famille précède le prénom, mais cet article utilise l’ordre habituel en français, où le prénom précède le nom.
Gáspár Áron Bakos, né à Siófok, en Hongrie, le 27 février 1976, est un astrophysicien hongrois, professeur de l'université de Princeton, aux États-Unis, spécialisé dans la recherche et la caractérisation d'exoplanètes,.

## Biographie
Bakos fait ses études secondaires à l'Apáczai Csere János Gimnázium de Budapest (Hongrie), après quoi il étudie l'astronomie et la physique statistique à l'université Loránd-Eötvös de Budapest. Entre 2001 et 2003, il est boursier aux Harvard-Smithsonian Center for Astrophysics (États-Unis) et il fait son doctorat entre 2000 et 2004 à l'université Lóránd-Eötvös de Budapest sous la direction de Géza Kovács. Depuis 2011, il est professeur au département d'astrophysique de l'université de Princeton.

## Travaux
Bakos conçoit le Hungarian Automated Telescope Network (HATNet), un système de détection de planètes en transit en dehors du système solaire. Le HATNet est constitué de petits télescopes à grand champ automatisés, situés dans différents observatoires, qui observent de façon routinière des étoiles afin de découvrir des exoplanètes en transit. Le fonctionnement des télescopes est totalement automatique. 
Les exoplanètes découvertes par la méthode des transits sont HAT-P-5 b, HAT-P-1 b, HAT-P-2 b, HAT-P-13 c, HAT-P-13 b, HAT-P-11 b, HAT-P-20 b, HAT-P-23 b, HAT-P-22 b, HAT-P-21 b, HAT-P-35 b, HAT-P-36 b, HAT-P-34 b, HAT-P-37 b, HAT-P-54 b et WASP-11 b. Toutes ont des périodes orbitales très courtes, entre un et six jours, à l'exception de HAT-P-13 c qui a une période de 446 jours.

## Honneurs
Bakos reçoit en 2011 le prix Newton Lacy Pierce de l'Union américaine d'astronomie et le prix Maria-et-Eric-Muhlmann de l'Astronomical Society of the Pacific.
L'astéroïde (136473) Bakosgáspár porte son nom.